# سوت‌زن زرین استرالیایی
سوت‌زن زرین استرالیایی (نام علمی: Pachycephala pectoralis) یا سوت‌زن زرین، گونه‌ای از پرندگان است که در جنگل‌ها، درختزارها، ماله‌ها، حرا و بوته‌های استرالیا (به جز بخش درونی و بیشتر مناطق شمالی) یافت می‌شود. اکثر جمعیت‌ها ساکن هستند، اما برخی در جنوب شرقی استرالیا در طول زمستان به شمال مهاجرت می‌کنند. طبقه‌بندی آن بسیار پیچیده است و همچنان محل مناقشه است، برخی از مقامات شامل ۵۹ زیرگونه از سوت‌زن زرین (یکی از بالاترین تعداد زیرگونه‌ها در هر پرنده)، در حالی که برخی دیگر چندین مورد از این گونه‌ها را به عنوان گونه‌های جداگانه در نظر می‌گیرند. این پرنده در کتاب‌های قدیمی‌تر با نام سرکلفت گلوسفید نیز شناخته می‌شود.
سوت‌زن زرین استرالیایی در اصل توسط پرنده‌شناس انگلیسی جان لاثام در سال ۱۸۰۱ در سردهٔ مگس‌گیرهای نمادین (Muscicapa) توصیف شد.